# Konstantinos Chantziaras
Konstantinos „Dinos“ Chantziaras (griechisch Κωνσταντίνος „Ντίνος“ Χαντζιάρας, * 11. August 1982 in Kozani) ist ein ehemaliger griechischer Handballspieler.

## Karriere
Der 1,95 Meter große rechte Rückraumspieler spielte zunächst beim griechischen Verein GAC Kilias, mit dem er Pokalsieger wurde, und ab 2004 beim Schweizer Grasshopper Club Zürich. Mit den Grasshoppers wurde er dreimal Vizemeister und spielte im EHF-Pokal. Er wechselte zur Saison 2007/2008 zum Stralsunder HV. Im November 2008 wechselte er nach dem Bekanntwerden finanzieller Probleme seines bisherigen Vereins während der laufenden Bundesliga-Saison 2008/2009 zum TSV Dormagen, bei dem er bis zum Ende der Saison 2009/2010 spielte. Im September 2010 verpflichtete ihn der SV Post Schwerin für die laufende Saison. Im Sommer 2012 wurde sein Vertrag mit Schwerin im gegenseitigen Einvernehmen aufgelöst. Er wechselte zur Eintracht Hildesheim, wo er einen Dreijahresvertrag erhielt. Im Mai 2014 wurde bekannt, dass sein Vertrag vorzeitig aufgelöst wurde und er Hildesheim im Sommer 2014 verlässt.
Chantziaras stand fast 70 mal im Aufgebot der griechischen Nationalmannschaft, so auch bei den Mittelmeerspielen 2005. Er stand außerdem im Aufgebot der Nationalmannschaft für die Qualifikationsspiele zur EM 2010.